# Pellaea gastonyi
Pellaea gastonyi là một loài dương xỉ trong họ Pteridaceae. Loài này được Windham mô tả khoa học đầu tiên năm 1993.